# Reactivo de Edman
La degradación de Edman, desarrollada por Pehr Edman en la década de 1950, es un método de secuenciación de aminoácidos en un péptido. En este método se derivatiza y separa el residuo amino-terminal, lo que permite identificar su naturaleza y obtener el siguiente con el grupo amino libre, para continuar con el siguiente ciclo de reacción. Cada residuo es consecutivamente aislado y derivatizado sin afectar a los enlaces peptídicos entre los otros residuos. Para esta secuenciación se requiere el reactivo de Edman, también denominado fenilisotiocianato o PITC.

## Mecanismo
En 1950, Pehr Victor Edman describió un método para poder llevar a cabo la secuenciación de péptidos por medio del uso de fenilisotiocianato (PITC por sus siglas en inglés). El reactivo de Edman (fenilisotiocianato o PITC) reacciona con el aminoácido del extremo N-terminal de un polipéptido en condiciones alcalinas para la formación de feniltricarbamilo (PITC), el producto obtenido se trata con TFA lo cual corta el residuo N-terminal y genera un derivado de tiazolinona, se utiliza un solvente orgánico para convertir la tiazolinona-aminoácido al derivado de feniltiohidantoina (PTH) para después ser identificado por métodos cromatográficos. El método de secuenciación por degradación de Edman es utilizado en péptidos de 10 a 50 residuos de aminoácidos. Sin embargo, si se utiliza para la secuenciación de proteínas mayores a 50 residuos de aminoácidos, la degradación ya no es eficaz por lo que la proteína se debe de fraccionar en segmentos más pequeños para que se pueda llevar a cabo.
La reacción química de Edman es un proceso cíclico que consta de tres pasos.
- El reactivo de Edman o fenilisotiocianato (PITC) se acopla al grupo amino N-terminal libre.
- El residuo N-terminal se corta mediante el uso de ácido, dejando intacta el resto de la cadena peptídica con un nuevo extremo N-terminal susceptible de iniciar un segundo ciclo.
- El derivado aminoacídico (anilinotiazolinona) formado a partir del aminoácido cortado es inestable y por ello, se introduce en medio ácido para convertirse en el derivado PTH (feniltiohidantoina) estable. El resto de la cadena polipeptídica se somete a nuevos ciclos de degradación de Edman para obtener la secuencia de aminoácidos del resto de la proteína.[4]

Actualmente, el análisis de cada uno de los aminoácidos separados del péptido inicial puede realizarse mediante cromatografías HPLC/MS (cromatografía líquida de alta resolución acoplada a la espectrometría de masas)  de fase inversa por hidrofobicidad (se comparan los tiempos de retención de los diferentes aminoácidos cortados con una muestra patrón), por espectrometría de masas MALDI-TOF, o por análisis de aminoácidos.

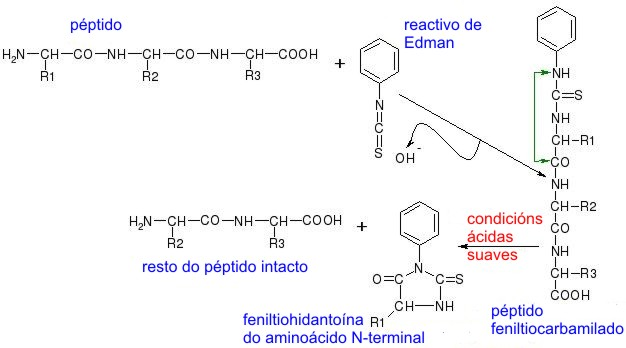
Reacción de degradación de aminoácidos mediante el uso del reactivo de Edman

No es posible secuenciar péptidos cuyo extremo N-terminal se encuentre bloqueado (grupo amino acetilado, formilado, etc). Alrededor del 50% de las proteínas tienen el extremo amino bloqueado, bien por naturaleza o por su preparación, en tampones con sustancias susceptibles de reaccionar con este: (cianato, ácido acrílico, acetilo, aldehído...). Otra limitación de la degradación de Edman es que el rendimiento no es del 100% y por tanto cuando ya se llevan hechos muchos ciclos (más de 50 aminoácidos analizados) se obtienen errores.